# Nove Peak
Der Nove Peak (englisch; bulgarisch връх Нове wrach Nowe) ist ein über 1000 m hoher und vereister Berg im Grahamland auf der Antarktischen Halbinsel. Auf der Trinity-Halbinsel ragt er 1,07 km nördlich des Crown Peak, 6,57 km nordöstlich des Corner Peak, 6,8 km südlich bis östlich des Marescot Point und 4,52 km westnordwestlich des Lardigo Peak im südlichen Teil des Marescot Ridge auf. Der Malorad-Gletscher liegt südwestlich von ihm.
Deutsche und britische Wissenschaftler nahmen 1996 seine Kartierung vor. Die bulgarische Kommission für Antarktische Geographische Namen benannte ihn 2010 nach der antiken Stadt Nove im Norden Bulgariens.